# دينيسي كولينز
دينيسي كولينز (بالإنجليزية: Dean Collins)‏ (و. 1990 – م) هو ممثل، وممثل تلفزيوني، من الولايات المتحدة الأمريكية، ولد في لوس أنجلوس.

## وصلات خارجية
- دينيسي كولينز على موقع IMDb (الإنجليزية)
- دينيسي كولينز على موقع أول موفي (الإنجليزية)
- دينيسي كولينز على موقع قاعدة بيانات الأفلام السويدية (السويدية)
- دينيسي كولينز على موقع قاعدة بيانات الفيلم (الإنجليزية)